# EViews
EViews (Econometric Views) este un software pentru statistică pentru sistemul de operare Microsoft Windows, folosit în special pentru analiză econometrică. Software-ul este dezvoltat de firma Quantitative Micro Software (QMS). Versiunea 1.0 a fost lansată în martie 1994, și mai târziu a fost înlocuită cu software-ul MicroTSP. Versiunea curentă a EViews este 9.0, din martie 2015.
EViews combină software-ul de tip tabel (spreadsheet) și baze de date relaționale cu funcții tradiționale din software statistic. Programul are și un limbaj de programare integrat.
EViews suportă fișiere din Excel, SPSS, SAS, Stata, RATS,  TSP și poate accesa baze de date compatibile ODBC.